# Götz Schulze
Pour les articles homonymes, voir Schulze.
Götz Schulze, né le 8 octobre 1964 à Karlsruhe et mort le 30 octobre 2018 à Potsdam, est un juriste allemand et juge du Oberlandesgericht Brandenburg.

## Biographie
Schulz est né le 8 octobre 1964 à Karlsruhe où il passe son Abitur au Max-Planck-Gymnasium (Karlsruhe) en 1984. Il commence ses études supérieures de droit et philosophie à l'université de Wurtzbourg et continue aux universités de Lausanne (1988/89) et Heidelberg. Il obtient son premier diplôme juridique d'État en 1992. Il est membre de la fraternité étudiant (Studentenverbindung) Wingolfsverbindung Chattia zu Würzburg et de la 'Société d’étudiants Germania Lausanne.
Après avoir été associé de recherche (wissenschaftlicher Mitarbeiter) à la Chaire de droit allemand (CDA) de l'université de Lausanne (Fritz Sturm), il reçoit un doctorat en 1997 à l'université de Heidelberg, et passe avec succès son second diplôme juridique. Puis il devient assistant de recherche (wissenschaftlicher Assistent) à l'institut de droit étranger, droit international privé et droit commercial international de l'université de Heidelberg entre 1998 et 2003 (Erik Jayme). Il travaille comme associé de recherche chez les avocats au Bundesgerichtshof Rudolf Nirk et Norbert Gross et devient lui-même avocat à Karlsruhe en 2001.
Il obtient en 2007 son habilitation à diriger des recherches et devient un an plus tard professeur des universités à la chaire de droit allemand, université de Lausanne. Il accepte en 2004 un poste à l'université de Potsdam, chaire de droit privé, droit privé européen, droit international privé et droit comparé. En 2013 il est élu juge de l'Oberlandesgericht Potsdam. En 2014 il est nommé pour le Cours d'été à l’Académie de droit international de La Haye (Droit international privé – droit du sport).

## Œuvres (sélection)
- Die Naturalobligation – Rechtsfigur und Instrument des Rechtsverkehrs einst und heute. Zugleich Grundlegung einer Forderungslehre im Zivilrecht. (Habilitation, Heidelberg 2008).
- Bedürfnis und Leistungsfähigkeit im Internationalen Unterhaltsrecht – Zum Anwendungsbereich von Art. 11 Abs. 2 des Haager Unterhaltsstatutsabkommens (= Art. 18 Abs. 7 EGBGB) und ihrer Bedeutung als narrativer Norm. (Dissertation, Heidelberg 1997).